# Juliet Barker
Juliet R. V. Barker (1958) è una storica britannica specializzata nel Medioevo e nella biografia letteraria.
È l'autrice di libri famosi sulla famiglia Brontë, su William Wordsworth e sui tornei medievali. È stata curatrice e bibliotecaria del Brontë Parsonage Museum, Haworth, West Yorkshire, dal 1983 al 1989.